# Scordonia uber
Scordonia uber là một loài bướm đêm trong họ Geometridae.